# أملج جميل
أملج جميل (الاسم العلمي:Phyllanthus pulcher) هو نوع من النباتات يتبع جنس الأملج من الفصيلة الأملجية.